# فيريا (أورينسي)
بلدية فيريا (بالإسبانية: Verea) هي بلدية تقع في مقاطعة أورينسي التابعة لمنطقة غاليسيا شمال غرب إسبانيا.

## الديموغرافيا
بلغ عدد سكان بلدية فيريا 1.222 نسمة عام 2011 (وفقاً للمعهد الوطني للإحصاء الإسباني).
| 1.505 | 1.515 | 1.450 | 1.355 | 1.272 | 1.269 | 1.222 |